# Деденево (Наро-Фоминский район)
Деденево — деревня в Наро-Фоминском районе Московской области, входит в состав Атепцевского сельского поселения. Численность постоянного населения по Всероссийской переписи 2010 года — 68 человек, в деревне числятся 1 улица, 5 садовых товариществ и населенный пункт «пансионат Изумруд». До 2006 года Деденёво входило в состав Атепцевского сельского округа.
Деревня расположена на юге центральной части района, у границы с Калужской областью, на левом берегу безымянного правого притока реки Истья, высота центра над уровнем моря 172 м. В полукилометре западнее Деденёва проходит автодорога М3 Украина, за ней — деревня Нефедово.